# 伊圖安戈
伊圖安戈是哥倫比亞的城鎮，位於該國西北部，由安蒂奧基亞省負責管轄，距離首府麥德林190公里，始建於1844年，面積2,347平方公里，海拔高度1,550米，2002年人口43,919。
7°10′N 75°45′W / 7.167°N 75.750°W